# A++
A++ înseamnă abstracție plus referință plus sinteză, care este numele unui limbaj de programare minimalist, construit pe ARS.

## Dezvoltarea aplicațiilor cu A++
Scopul A++ nu este de a scrie aplicații pentru nevoi din lumea reală. Totuși, se pot scrie programe simple, precum implementări orientate obiect ale gestiunii unui cont sau a unei biblioteci.
Pentru a scrie aplicații reale se folosește limbajul ARS++, care extinde A++ până la un limbaj similar cu Scheme. ARS++ provine din ARS plus Scheme plus Extensions.